# Lèmur nan d'orelles peludes
El lèmur nan d'orelles peludes (Allocebus trichotis) és un lèmur nocturn endèmic de Madagascar. És l'únic membre del gènere Allocebus. L'espècie es troba en perill crític, amb una població estimada de 100-1.000 individus, que viuen tots en un únic lloc del nord-est del país.